# Mucha (film 1986)
Mucha (ang.The Fly) – amerykański horror science fiction z 1986 roku, oparty na powieści George’a Langelaana. Remake filmu z 1958 roku.

## Obsada
- Jeff Goldblum - Seth Brundle
- Geena Davis - Veronica Ronnie Quaife
- John Getz - Stathis Borans
- Joy Boushel - Tawny
- Leslie Carlson - Doktor Cheevers
- George Chuvalo - Marky
- Michael Copeman - Facet w barze
- David Cronenberg - Ginekolog
- Carol Lazare - Pielęgniarka
- Shawn Hewitt - Sprzedawca

## Fabuła
Tytułowy bohater, Seth Brundle, wybrał się na zlot naukowców świata współczesnego noszący nazwę Bartok Science Industries. Poznał tam dziennikarkę Veronicę Quaife, która zainteresowana jego projektem, mającym odmienić świat, postanowiła pojechać do laboratorium Brundle'a. Tam okazało się, iż Seth wynalazł metodę teleportacji. Veronica postanowiła poświęcić więcej czasu na pracę nad artykułem, wprowadziła się do niego i śledziła każdy dzień pracy nad urządzeniem. Bohaterowie zakochali się w sobie i mieli romans. Któregoś dnia Veronica postanowiła załatwić coś ważnego i zostawiła Setha samego. Ten pod wpływem alkoholu wszedł do kapsuły teleportacyjnej, postanawiając teleportować własną osobę. Niestety nie spostrzegł, iż wraz z nim teleportowała się mucha, którą komputer przeprowadzający sekwencje teleportacji postanowił połączyć z Sethem na poziomie molekularno-genetycznym. Seth z dnia na dzień stawał się organizmem łączącym w sobie cechy człowieka i muchy. Zmiany zachodzące w jego organizmie były ogromne. Na koniec filmu Seth stał się w całości nowym tworem, który zabiła Veronica.
Do filmu nie weszła scena, która przedstawiała eksperyment, jaki przeprowadził Brundle. Naukowiec umieścił w jednym telepodzie małpę, a w drugim kota.

## Nominacje i nagrody
- Oscar za najlepszą charakteryzację (Chris Walas i Stephan Dupuis)
- Saturn dla najlepszego aktora (Jeff Goldblum)
- Saturn za najlepszą charakteryzację (Chris Walas)
- Saturn za najlepszy horror
- Specjalna nagroda jury Festiwalu Filmów Fantastycznych Avoriaz dla Davida Cronenberga
- Nominacja do nagrody BAFTA za najlepszą charakteryzację i za najlepsze efekty specjalne